# Stenozethes tipula
Stenozethes tipula är en fjärilsart som beskrevs av Swinhoe 1893. Stenozethes tipula ingår i släktet Stenozethes och familjen nattflyn. Inga underarter finns listade i Catalogue of Life.